# Objecció de consciència al servei militar

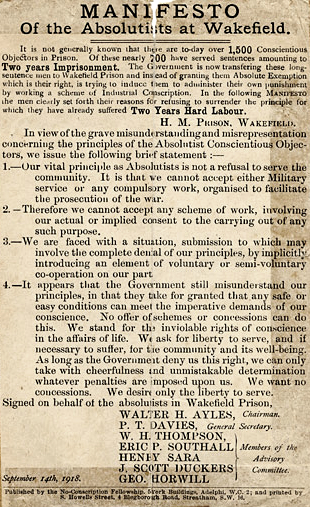
Manifest dels opositors al servei militar durant la Primera Guerra Mundial.

Un objector de consciència (al servei militar) és un "individu que ha reclamat el dret a negar-se a realitzar el servei militar" sobre la base de la llibertat de pensament, de consciència i/o religió.
En alguns països, els objectors de consciència s'assignen a un servei civil alternatiu com a substitut del reclutament o servei militar. Alguns es consideren a si mateixos objectors de consciència pacifista, no-intervencionista, no-violents, o antimilitaristes.
La definició internacional de l'objecció de consciència s'ha ampliat oficialment el 8 de març de 1995, quan la Comissió de Drets Humans de les Nacions Unides en la resolució 1995/83, va afirmar que "les persones que realitzen el servei militar no han de ser excloses del dret a l'objecció de consciència al servei militar". Aquesta definició s'ha refermat el 1998, quan l'Oficina de l'Alt Comissionat de Drets Humans de les Nacions Unides, en el document anomenat "Conscientious objection to military service, United Nations Commission on Human Rights resolution 1998/77", va reconèixer oficialment que "les persones que ja estan complint del servei militar poden desenvolupar objecció de consciència".
Es considera a Maximilià de Tebessa el primer objector de consciència, executat el 295 per aquest motiu.

## Objecció a Espanya
A nivell de l'estat espanyol, durant la dictadura de Francisco Franco i quan era els servei militar obligatori, una negativa a realitzar-lo implicava de sis mesos a sis anys de presó, passats els quals s'instava a l'objector a integrar-se de nou a files; si de nou s'hi negava s'aplicava de nou la llei fins a l'edat màxima de 38 anys. Llavors els primers objectors varen ser els Testimonis de Jehovà, el primer d'aquests que s'hi declarà fou Jesús Martín Nohales, el 1958. Així el 1971 ja hi havia gairebé dos-cents testimonis a la presó. Aquell mateix any, Pepe Beunza, catòlic, fou el primer objector de consciència per raons polítiques, lligat així a motivacions no-violentes. El 1975 es forma els objectors de Can Serra duent a terme un servei civil autogestionat, alternatiu al servei militar.
Amb la mort del dictador i en la democràcia, el 1977 el ministre de defensa, Manuel Gutiérrez Mellado, emet l'ordre d'«incorporació ajornada». I el 1978 es reconeix el dret a l'objecció en la Constitució Espanyola, en seu article 30. El que va dur el 1984 a una Llei Reguladora de l'Objecció de Consciència i de la Prestació Social Substitutòria, que preveia la realització d'uns serveis socials a la comunitat d'una durada superior al servei militar, encara obligatori. El 1998 es publicà una nova llei reguladora. Amb tot, varen augmentar el nombre d'objectors i una bona part d'aquests no estaven tampoc d'acord amb el servei civil substitutori, negant-se a realitzar-lo (els "insubmisos", lligats a moviments antimilitaristes). El 2001 se suspèn l'obligatorietat de la mili. I, com a mesura conseqüent, el 2002, el govern es veu forçat a reformar el Codi Penal i el Codi Penal Militar per eliminar els delictes relacionats amb la insubmissió: amnistia per prop de 4000 insubmisos processats i uns 20 insubmisos a les casernes.